# Meikyū Love Song
Meikyū Love Song (迷宮ラブソング?) è un brano musicale del gruppo musicale giapponese Arashi, pubblicato come loro trentaseiesimo singolo il 2 novembre 2011. Il singolo ha raggiunto la prima posizione della classifica Oricon dei singoli più venduti in Giappone, vendendo 641 411 copie e venendo certificato doppio disco di platino. Il brano è stato utilizzato come tema musicale del dorama Nazotoki wa Dinner no Ato de, con protagonista Shō Sakurai.

## Tracce
CD Singolo JACA-5260
1. Meikyū Love Song" (迷宮ラブソング) - 4:34
2. Together, forever - 4:45
3. Utakata (うたかた) - 4:06
4. Wanna be... - 3:32
5. Meikyuu Love Song (Original Karaoke) (Meikyuu Love Song（オリジナル・カラオケ）) (Meikyuu Love Song（オリジナル・カラオケ）) - 4:34
6. Together, forever (Original Karaoke) (Together, forever（オリジナル・カラオケ）) - 4:45
7. Utakata (Original Karaoke) (うたかた（オリジナル・カラオケ）) - 4:06
8. Wanna be... (Original Karaoke) - 3:32

## Classifiche
| Classifica (2011)                  | Posizione più alta |
| ---------------------------------- | ------------------ |
| Giappone (Oricon)                  | 1                  |
| Giappone (Billboard Japan Hot 100) | 1                  |